# Maxim Rusnac
Maxim Rusnac (Bălți, 29 de setembre de 1992) és un ciclista moldau, professional des del 2017 i actualment a l'equip Team Differdange-Losch. Ha guanyat el Campionat nacional en ruta i el de contrarellotge.

## Palmarès
- 2015
  -  Campió de Moldàvia en ruta
  -  Campió de Moldàvia en contrarellotge
- 2016
  -  Campió de Moldàvia en contrarellotge
- 2018
  -  Campió de Moldàvia en ruta